# Maxinec
Maxinec är ett berg i Tjeckien.   Det ligger i regionen Hradec Králové, i den centrala delen av landet, 90 km öster om huvudstaden Prag. Toppen på Maxinec är 450 meter över havet.
Terrängen runt Maxinec är platt åt sydväst, men åt nordost är den kuperad.Runt Maxinec är det ganska tätbefolkat, med 70 invånare per kvadratkilometer. Närmaste större samhälle är Jičín, 12,8 km väster om Maxinec. Trakten runt Maxinec består till största delen av jordbruksmark.